# GO MY WAY!!
「GO MY WAY!!」（ゴーマイウェイ）は、バンダイナムコエンターテインメント（旧ナムコ）が展開するメディアミックス・アイドルマスターシリーズに収録されている楽曲である。
本楽曲の初出はXbox 360用ゲームソフト『THE IDOLM@STER』（以下：Xbox 360版）であり、同バージョンのプロモーションビデオの楽曲として使用された。
また、ゲームではダンスイメージ（『THE IDOLM@STER Dearly Stars』ではビジュアルイメージ）が上昇する。
Xbox 360版では、 高槻やよいと双海亜美 / 真美の持ち歌であるほか、『THE IDOLM@STER 2』では天海春香の持ち歌となる。

## 楽曲背景
作曲は神前暁が担当した。
神前は本楽曲について非常にポップな曲調を目標としたとアキバ総研とのインタビューの中で話しており、制作環境について、「『THE IDOLM@STER』はプロジェクトの最初期から関わっているので、ツーカーの感じでやらせていただけたというのがあると思います。」と話している。

## 収録作品
| 収録作品                                     | 備考 |
| -------------------------------------------- | --- |
| THE IDOLM@STER（Xbox 360版）                 | 初期状態から使用可能 |
| THE IDOLM@STER LIVE FOR YOU!                 | 初期状態から使用可能 また、また、条件を満たすとREMIX-A（編曲：神津裕之）が使用可能なほか、DLC（カタログ2号）ではREMIX-B（編曲：渡部チェル）が配信された |
| THE IDOLM@STER SP                            | 初期状態から使用可能 DLC（カタログ18号）ではREMIX-Bが配信された。                                                                                       |
| THE IDOLM@STER Dearly Stars                  | 初期状態から使用可能 |
| THE IDOLM@STER 2                             | 初期状態から使用可能 |
| THE IDOLM@STER LIVE in SLOT!                 | ゲーム中の条件を満たすことで使用可能 |
| THE IDOLM@STER SHINY FESTA（ハニーサウンド） | 初期状態から使用可能 |
| THE IDOLM@STER SHINY TV                      | DLC（ミニアルバム01）で配信 |
| アイドルマスター ワンフォーオール            | ゲーム中の条件を満たすことで使用可能 |
| アイドルマスター マストソングス 赤盤         | |
| アイドルマスター プラチナスターズ            | 初期状態から使用可能 |
| アイドルマスター ポップリンクス              | 初期状態から使用可能 |

| 収録作品                          | 備考  |
| --------------------------------- | ----- |
| 太鼓の達人 どんとかつの時空大冒険 | [ 3 ] |

### CD
| 収録作品                                                                | 備考 |
| M@STER VERSION                                                          | M@STER VERSION |
| ----------------------------------------------------------------------- | --- |
| THE IDOLM@STER MASTERWORK 01                                            | [ 歌 2 ] |
| THE IDOLM@STER MASTER ARTIST 01                                         | [ 歌 3 ] |
| THE IDOLM@STER MASTER ARTIST 02                                         | [ 歌 4 ] |
| THE IDOLM@STER MASTER ARTIST 08                                         | [ 歌 5 ] |
| THE IDOLM@STER BEST ALBUM 〜MASTER OF MASTER〜                          | [ 歌 6 ] |
| THE IDOLM@STER DREAM SYMPHONY 03                                        | [ 歌 7 ] |
| THE IDOLM@STER BEST OF 765+876=!! VOL.03                                | [ 歌 8 ] |
| THE IDOLM@STER 765PRO ALLSTARS+ GRE@TEST BEST! -THE IDOLM@STER HISTORY- | [ 歌 9 ] |
| 漫画『アイドルマスター ミリオンライブ! 1』 特別版CD                     | [ 歌 10 ] |
| 神前 暁 20th Anniversary Selected Works “DAWN”                          | 作曲家・神前暁のベスト盤。 |
| GAME VERSION                                                            | |
| THE IDOLM@STER MASTER BOX II                                            | 765プロの面々によるソロバージョンがそれぞれ収録されている                                                                        |
| THE IDOLM@STER RADIO TOP×TOP!                                           | [ 歌 12 ] |
| THE IDOLM@STER BEST ALBUM 〜MASTER OF MASTER〜                          | IM@S ALLSTARS |
| THE IDOLM@STER ANIM@TION MASTER 03                                      | 765+876PRO ALLSTARS |
| その他バージョン                                                        | |
| THE IDOLM@STER PERFECT IDOL 02                                          | 「GO MY WAY!! -HOUSE Rearrange Mix-」（編曲：三浦誠司、歌：我那覇響）が収録されている                                            |
| 『THE IDOLM@STER MOVIE 輝きの向こう側へ!』オリジナル・サウンドトラック  | SHORT VERSION( 歌：765PRO ALLSTARS）                                                                                             |
| The Remixes Collection THE IDOLM@STER TO D@NCE TO                       | 「GO MY WAY!! -ESTi Remix-」 |
| THE IDOLM@STER MASTER LIVE 01                                           | 「 GO MY WAY!!（REM@STER-A）」として、星井美希・三浦あずさ・双海亜美が歌うバージョンが収録されている                             |
| THE IDOLM@STER MASTER LIVE ENCORE                                       | 「GO MY WAY!!（REM@STER-B）」として如月千早が歌うバージョンが収録されている。                                                    |
| ファミソン8BIT☆アイドルマスター 01                                      | 「GO MY WAY!!（『ワンダーモモ』ファミソン8BIT MIX）」（編曲：KPLECRAFT、 歌：高槻やよい・双海亜美 / 真美）として収録されている。 |
| ファミソン8BIT☆アイドルマスター 05                                      | 「GO MY WAY!!（Dream Match MIX） 」（quad（luvtrax）、歌：如月千早・水瀬伊織）として収録されている、                             |
| THE IDOLM@STER MASTER BOX III                                           | 「GO MY WAY!!（REMIX-A）」として765プロの面々によるソロバージョンがそれぞれ収録されている                                        |
| THE IDOLM@STER MASTER BOX IV                                            | 「GO MY WAY!!（REMIX-B）」として765プロの面々によるソロバージョンがそれぞれ収録されている                                        |
| 『学園アイドルマスター GOLD RUSH』第3巻オリジナルCD付き特装版           | 「GO MY WAY!! -藤田ことね cover-」として藤田ことね（CV:飯田ヒカル）がカバーしたバージョンが収録されている。                      |

### 歌唱者・ユニットメンバー
1. ↑  天海春香（中村繪里子）、星井美希（長谷川明子）、如月千早（今井麻美）、高槻やよい（仁後真耶子）、萩原雪歩（長谷優里奈）、菊地真（平田宏美）、双海亜美 / 真美（下田麻美）、水瀬伊織（釘宮理恵）、三浦あずさ（たかはし智秋）、秋月律子（若林直美）
2. ↑  天海春香（中村繪里子）、星井美希（長谷川明子）、如月千早（今井麻美）、高槻やよい（仁後真耶子）、萩原雪歩（浅倉杏美）、菊地真（平田宏美）、双海亜美 / 真美（下田麻美）、水瀬伊織（釘宮理恵）、三浦あずさ（たかはし智秋）、四条貴音（原由実）、我那覇響（沼倉愛美）、秋月律子（若林直美）、音無小鳥（滝田樹里）、日高愛（戸松遥）、水谷絵理（花澤香菜）、秋月涼（三瓶由布子）
3. ↑  天海春香（中村繪里子）、星井美希（長谷川明子）、如月千早（今井麻美）、高槻やよい（仁後真耶子）、萩原雪歩（浅倉杏美）、菊地真（平田宏美）、双海亜美 / 真美（下田麻美）、水瀬伊織（釘宮理恵）、三浦あずさ（たかはし智秋）、四条貴音（原由実）、我那覇響（沼倉愛美）、秋月律子（若林直美）

1. 1 2  天海春香・如月千早・秋月律子
2. ↑  天海春香・水瀬伊織・高槻やよい
3. ↑  天海春香
4. ↑  高槻やよい
5. ↑  水瀬伊織
6. ↑  水瀬伊織・如月千早・菊地真
7. ↑  日高愛
8. ↑  歌：天海春香・高槻やよい・水瀬伊織・如月千早・菊地真
9. ↑  天海春香・水瀬伊織・高槻やよい
10. ↑  春日未来・最上静香
11. ↑  天海春香、高槻やよい、水瀬伊織[4]
12. ↑  歌：千早・あずさ

### カバー（シリーズ外）
2020年9月1日に投稿された動画「ハロー！アニソン部＃26現役アイドルが語る！THE IDOLM＠STER特集！【アイマス】」では、Juice=Juiceの金澤朋子が本楽曲をカバーしている

## 反響
その歌い方から、「胡麻和え」と聞こえる空耳が話題となり、インターネット上には「踊ってみた」「歌ってみた」動画が多数投稿された。
これに便乗して本当に胡麻和えの素を購入する者もあらわれ、この素を使用した動画を通じてさらに胡麻和えの素が売れるという現象が起きた。